# جنگل‌های ساحلی سرا دو مار
جنگل‌های ساحلی سرا دو مار (انگلیسی: Serra do Mar coastal forests) یک منطقه زیست‌محیطی از بیوم جنگل‌های مرطوب گرمسیری و بیوم جنگل‌های اطلس آمریکای جنوبی است.